# Elias Hutter

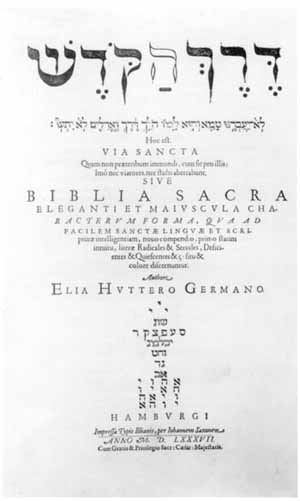
Stary Testament po hebrajsku wydany jako „Derech ha-Kodesz” („Droga Świętości”) przez Eliasa Huttera (Hamburg 1587).

Elias Hutter (ur. 1553 w Görlitz, zm. między 1605 a 1609) – niemiecki orientalista.
Ukończył studium języków orientalnych, a w 1577 roku objął posadę profesora hebraistyki na uniwersytecie w Lipsku. Później przebywał na dworze elektora saksońskiego Augusta w Dreźnie, w Lubece (1583), Hamburgu (1585), a wreszcie między 1598 a 1603 rokiem w Norymberdze, gdzie pracował jako drukarz, księgarz i nauczyciel hebrajskiego. Nie wiadomo nic na temat schyłkowego okresu jego życia.
Dla swoich studentów opracował i wydał słownik hebrajsko-niemiecki (1578) oraz Stary Testament w języku hebrajskim (1587) wydany na prasach Jacobusa Luciusa i znany jako „Hebrajska Biblia Huttera”. Choć w tym wydaniu Hutter nie zajmował się ani poprawnością tekstu ani też pięknem typografii udało mu się to osiągnąć w swoim wydaniu. Głównym celem wydania Biblii hebrajskiej była misja dydaktyczna. W tym celu Hutter wykorzystał dwa rodzaje czcionki – czcionkę wypełnioną na oznaczenie 3-literowego rdzenia słów hebrajskich oraz czcionkę pustą dla wyróżnienia przedrostków i przyrostków. Ten niepowtórzony później sposób wydania sprzyjał nauce języka hebrajskiego. Kopie Hebrajskiej Biblii Huttera posłużyły w roku 1596 jako dodatek do Poligloty hamburskiej. W trakcie swojego pobytu w Norymberdze wydał dwie poligloty: Nowy Testament w 12 językach i Pięcioksiąg w 6 językach.